# Evangelio de Basílides
El Evangelio de Basílides es el título dado a un texto reputado dentro del Apócrifos del Nuevo Testamento, que se informa que a mediados del siglo III circulaba entre los seguidores de Basílides  (Βασιλείδης), un destacado teólogo de tendencias gnósticas, que había enseñado en Alejandría en el segundo cuarto del siglo II.  Las enseñanzas de Basílides fueron condenadas como heréticas por Ireneo de Lyon (c.130 - c.200),  y por Hipólito de Roma (c. 170 - c. 236), aunque habían sido evaluados más positivamente por Clemente de Alejandría (c.150 - c.215). Sin embargo, no hay acuerdo entre Ireneo, Hipólito o Clemente en cuanto a las opiniones teológicas específicas de Basilides; mientras que ninguno de los tres informa un evangelio en el nombre de Basilides.

## Historia
La primera referencia directa a un Evangelio de Basílides es la que se encuentra en Orígenes (c.185 - c.254), que informa:
 La Iglesia tiene cuatro evangelios.  Los herejes tienen muchos.  Uno de ellos se titula   Según los egipcios .  Otro es   Según los Doce Apóstoles .  Basílides también se atrevió a escribir un "Evangelio según Basílides". 
El aviso de Orígenes es la fuente de referencias al Evangelio de Basílides en Jerónimo, Ambrose, Felipe de Side, y el Bede. Pero ninguno de estos autores reporta citas del supuesto evangelio, ni pueden dar una indicación sobre su contenido o carácter.
Se sabe mucho más sobre el trabajo principal de Basilides en veinticuatro libros; para el cual Clemente de Alejandría registra el título  Exegetica  (o 'Tratados') y proporciona citas del libro veintitrés, mientras que otras citas se conservan en las obras de Egemonio. Eusebio de Cesarea informa Agripa Cástor (mediados del siglo II) describiendo la  Exegetica  como,  veinticuatro libros sobre el Evangelio , y este aviso ha sido interpretado como caracterizando la  Exegetica  completa como un comentario extenso, cuyo texto base podría inferirse como el perdido  Evangelio de Basílides .  A partir de esta suposición y de las citas supervivientes de la  Exegetica , se ha desarrollado una serie de teorías sobre la naturaleza del Evangelio de Basílides: que era una redacción del Evangelio de Lucas;  que combinó los Evangelios de Lucas y Mateo;  que era un "diatessaron" o armonía de los cuatro evangelios;  que era un relato independiente de la vida de Jesús;  e incluso que era un tratado abstracto u homilía sobre el significado religioso de Jesús, sin relación específica con sus enseñanzas o los eventos de su ministerio terrenal, similar en este sentido al Evangelio de la Verdad, otro  Trabajo gnóstico. Algunos estudiosos sostienen que el aviso de Orígenes de un Evangelio de Basílides se refería a la "Exegética" en sí;  y que los dos títulos deben ser identificados. De lo contrario, el Evangelio de Basílides podría denotar un texto gnóstico del segundo o tercer siglo (ya sea perdido o sobreviviente bajo otro título) sin conexión con el mismo Basílides, aparte de ser preservado  la secta que llevaba su nombre. Wilhelm Schneemelcher afirma:
 En resumen, debe decirse que todas las conjeturas sobre el Evangelio de Basílides siguen siendo inciertas. 

## Relato de la crucifixión
Se informa que Basílides enseñó una doctrina docetista de la pasión de Cristo. Aunque Ireneo no menciona que Basílides haya escrito un evangelio, sí lo registra como enseñando que Cristo en Jesús, como un ser completamente divino, no pudo sufrir dolores corporales y no murió en la cruz;  pero que la persona crucificada era, de hecho, Simón de Cirene.
 Apareció en la tierra como un hombre y realizó milagros.  Por tanto, él mismo no sufrió.  Más bien, un tal Simón de Cirene se vio obligado a llevar su cruz por él.  Fue él quien, ignorante y erróneamente, fue crucificado, transfigurado por él, para que se le considerara Jesús.  Además, Jesús asumió la forma de Simón y se quedó riéndose de ellos. Ireneo,  Contra las herejías  
Epifanio de Salamina informa del mismo episodio que fue enseñado por Basílides, aunque en esto puede estar confiando únicamente en Ireneo. Los relatos del Cristo viviente que se ve riendo junto a la crucifixión o encima de ella también se encuentran en dos textos gnósticos del siglo II / III en la  Biblioteca Nag Hammadi;  el  Apocalipsis de Pedro y el Segundo Tratado del Gran Set; y en el último texto, Simón de Cirene también se identifica como uno de una sucesión de sustitutos corporales del Cristo espiritual.  Winrich Löhr infiere que una tradición evangélica común de mediados del siglo II (que, sin embargo, duda que se haya originado en el mismo Basílides) debe ser la base tanto del aviso de Ireneo como de los dos manuscritos de Nag Hammadi.